# Jean-Pierre Desthuilliers
Jean-Pierre Desthuilliers (Versalles, 22 de octubre de 1939 - 6 de diciembre de 2013) es un escritor y poeta francés.

## Biografía[1]
Jean-Pierre Desthuilliers hizo sus estudios secundarios en la secundaria Albert de Mun, en la École du Gai Savoir de Michel Bouts, una escuela basada en los principios del aprendizaje activo, luego en la escuela secundaria mixta de Meaux, actualmente Escuela Secundaria Henri Moissan. En 1956 ingresa a las clases preparatorias a las grandes écoles, un curso de preparación de dos años para ingresar a una de las “grandes écoles” francesas, en el liceo Henri IV. Ingeniero de la promoción 1962, primero hizo carrera como ingeniero y ejecutivo en el sector industrial. Luego formó parte de la dirección de una empresa concesionaria de servicios públicos, Cofiroute, donde definió y estableció el total de sistemas de moneda y de peaje. Luego fue administrador asociado en Brossard Consultores donde contribuye a desarrollar la sociodinámica bajo la dirección de Jean-Christian Fauvet y crea un departamento de innovación pedagógica. En 1992 funda una empresa de consejería en ingeniería pedagógica instalado en Boulogne-Billancourt.
Comenzó a escribir en 1954, animado por el poeta Jehan Despert quien publica parte de su trabajo en los Cahiers de l'Île de France y le abre las puertas de las columnas del diario Figaro.
Desde 1959 realiza funciones culturales asociativas, en particular:
- de 1962 a 1974 en la Maison des Jeunes et de la Culture, luego en el Centro Cultural de Chelles donde trabajó con el guionista, cantante y actor Michel Heim, entre otros;
- de 1978 a 1983 en el ACILECE, una librería y editora  cooperativa creada por el escritor y poeta Maurice Fombeure;
- desde 1983 en la asociación La Jointée, que publica la revista literaria Jointure, la cual creó con Jacques Arnold,[8] Georges Friedenkraft, Daniel Sauvalle y otros poetas, donde ejerce desde  hace  varios años la función de presidente-tesorero;
- desde 2004 en el teatro Aire-Falguière del cual es administrador.

Jean-Pierre Desthuilliers pertenece a la Société des poètes français, la Sociedad de Poetas Francese.
Además de su actividad profesional y de su trabajo literario, Jean-Pierre Desthuilliers, ha estado comprometido con varias formas de acción política y social. En particular:
- de 2002 a 2008 ha sido concejal de barrio de su comuna de residencia, Boulogne-Billancourt;[9]
- en tanto que representante de los graduados de la ENSICA, ha jugado un rol en la fusión de las escuelas de ingenieros SUPAERO y ENSICA habiendo logrado la creación del ISAE (Instituto Espacial y Aeronáutico) en 2007, y luego en la fusión de sus dos asociaciones de graduados[10] en la Amicale ISAE, del cual es el administrador.

## Obra

### Poesía
- Trabajos publicados
  - Le cristal opaque[11]·,[12] (1974), ilustraciones originales de Tardivo,[13] ediciones Saint-Germain-des-Prés, collection Miroir oblique. La edición original se encuentra agotada y actualmente se publica bajo una Licencia Arte Libre en el sitio Cultura Libre,[14] sin ilustraciones pero con una introducción.
  - L'arbre parole[15]·[16]·[17] (1979) , ilustraciones por Odile Damon-Leclerc, José Millas-Martin, collection Grand Fond.  La edición original se encuentra agotada y actualmente se publica bajo una Licencia de Arte Libre en el sitio Cultura Libre,[18] sin ilustraciones.
  - Le sculpteur d'eaux, (1987), prólogo de Jacques Arnold, epílogo de Michel Martin de Villemer, seguido de Travaux d'un sculpteur d'eaux, que recibió el premio Jacques Normand de la Sociedad de Hombres de Letras de Francia.
  - La vigne adamantine (1999).
  - L'opéra des tarots dorés, parcialmente publicada en Soif de mots, tomo 7, ediciones du Brontosaure, enero de 2000.[19]

- Contribuciones regulares y ocasionales a varias revistas literarias:
  - Les cahiers de l'Île de France, de Jean Despert.
  - La revue de l'ACILECE.[20]
  - Jointure[21]·.[22]
  - Saraswati, editado por Silvaine Arabo.
  - Phréatique, editado por el poeta Gérard Murail.
  - Envols, Ediciones Vermillon, Ottawa, Ontario, Canadá – editado por Hédi Bouraoui y Jacques Flamand.
  - Les cahiers de l'Alba, editado por Mireille Disdero y Alain Castets.

- Publicación en antologías:[23]
  - Poètes de Paris et de l'Île de France, (1957), París: ediciones de la Revue Moderne, 1957.
  - Perspectives Spirituelles (1987), Mónaco: ediciones Regain, 1987.

Jointhologie, invitation au voyage, Perpiñán: ediciones La Jointée, 1990.
- - Eros en Poésie, Librería Galería Racine, con la participación del sitio Ecrits...vains?

### Prólogos y otros paratextos
- Prólogo de la novela póstuma de Michel Bouts: Sang Breton, y biografía detallada del autor.
- Prólogo de la antología sobre pájaros compilada por el escritor marroquí Joseph Ouaknine: Savez-vous parler cui-cui?
- Epílogo del libro de Francine Caron: Parcs et lunaparks de Paris, 150 haïkus écolo-ludico-bucoliques.
- Prólogo de la colección de poemas en prosa de Christine Guilloux: Passages.
- Prólogo del libro de poemas de Patricia Laranco: Lointitude.
- Prólogo e índice de palabras raras y curiosas en el libro de Michel Martin de Villemer: Morgeline pour ma veuve.

### Reseñas y lecturas
- Dos contribuciones a la obra colectiva Emmanuel Lochac, ses visages et leurs énigmes, 1994:
  - Le choc Lochac.
  - A propos des Sixains de Persévérance.
  - Ensayo sobre el libro Le Miel de l'abîme por Marc Alyn, en el número 68 de Jointure, primavera de 2001.
- Lectura reconstructiva[24]  de la colección L'Épissure des mots de Marc-Williams Debono, en el número 90 de Jointure, septiembre de 2009.

### Ensayos y artículos
- Comment lit-on Rimbaud, quand on a dix-sept ans?, En los Cahiers de l'Alba, número 6-7 número especial sobre Arthur Rimbaud, segundo semestre de 2005, p. 101 a 106.
- Triangulation de la perception: le biface et l'os de seiche, en el número 15 de Plastir, junio de 2009.[25]
- Jacques Bergier, scifique et scientifique, en Jacques Bergier. Une légende...un mythe, libro de homenajes coordinado por Claudine Brelet, París: Editions de l'Harmattan, 2010.[26]

### Contribuciones a obras editadas
- Le Go, modèle littéraire, en Le Go aux sources de l'avenir, de Pascal Reysset, París: Ediciones Chiron, 1992: p. de 130 a 133.[27]
- Déléguer, voyage au coeur de la délégation, de Stéphanies Savel, Jean-Pierre Gauthier y Michel Bussières, colección de l'Institut Manpower, París: Editions d'organisation, 2000: p. 128, 129, 246, 247 y 332.[28]

### Edición y acción poética
- Dirige la colección literaria Les oeuvres jointes.[29]
- Crea y dirige talleres de escritura[30] y performances poéticas.
- Coprodujo el CD-ROM Henri Landier la cohérence d'une oeuvre junto con el filósofo Bruno Picot.
- Crea y actúa como webmaster en los sitios sobre los  siguientes escritores y poetas:
  - Nicole Louvier, Nicole Louvier, mujer independiente, poeta, músico y novelista.
  - Jacques Arnold, Jacques Arnold, poeta, erudito y crítico.
  - Bergier (enlace roto disponible en Internet Archive; véase el historial, la primera versión y la última)., Jacques Bergier, científico, escritor y conocedor de la ciencia ficción.
  - Elie-Georges Berreby, novelista, dramaturgo, escultor.